# Ергард Єнерт
Ергард Єнерт (нім. Erhard Jähnert; 17 серпня 1917 — 23 липня 2006) — німецький льотчик-ас штурмової авіації, майор люфтваффе. Кавалер Лицарського хреста Залізного хреста.

## Біографія
В 1935 році вступив в люфтваффе. Після закінчення льотної підготовки направлений в штурмову авіацію і зарахований в 2-у групу 3-ї штурмової ескадри. Учасник Польської і Французької кампаній, а також битви за Британію. Відзначився під час бойових дій на Середземному морі та в Північній Африці. У ході 4 бойових вильотів проти британського авіаносця «Ілластріас» скинуті ним бомби двічі вразили корабель. У районі Тобрука Єнерт потопив легкий крейсер і танкер, а потім знищив в районі Александрії великий склад пального. З 1 серпня 1943 року — командир 9-ї ескадрильї 3-ї ескадри пікіруючих бомбардувальників. Учасник Німецько-радянської війни, протягом двох бойових вильотів знищив у районі Перекопа 32 радянські вантажівки. 6 жовтня 1943 року очолював групу «Штук», яка потопила в районі Феодосії радянський есмінець. З червня 1944 року літав на FW.190F-8. 25 грудня 1944 року на чолі двох FW атакував групу радянських танків та знищив 7 (в тому числі 3 особисто). Останні 50 вильотів здійснив у курляндському котлі, літаючи на FW.190, озброєному некерованими ракетами, на якому знищив 25 радянських танків. В останні дні війни виконував обов'язки командира 3-ї групи 3-ї ескадри підтримки сухопутних військ. 8 травня 1945 року на чолі залишків групи перелетів у Фленсбург і здався британцям.
Всього за час бойових дій здійснив 622 бойові вильоти. 

## Звання
- Єфрейтор (1 жовтня 1936)
- Унтерофіцер (1 січня 1939)
- Фельдфебель (1 серпня 1940)
- Оберфельдфебель (1 грудня 1940)
- Лейтенант (1 грудня 1942)
- Оберлейтенант (1 червня 1943)
- Гауптман (1 лютого 1944)
- Майор (травень 1945)

## Нагороди
- Нагрудний знак пілота
- Медаль «За вислугу років у Вермахті» 4-го класу (4 роки)
- Медаль «У пам'ять 1 жовтня 1938»
- Залізний хрест
  - 2-го класу (20 жовтня 1939)
  - 1-го класу (2 липня 1940)
- Авіаційна планка бомбардувальника
  - в сріблі (4 серпня 1941)
  - в золоті (25 серпня 1941)
- Срібна медаль «За військову доблесть» (Італія) (6 грудня 1941)
- Почесний Кубок Люфтваффе (18 березня 1942)
- Медаль «За італо-німецьку кампанію в Африці» (Королівство Італія; 11 червня 1942)
- Німецький хрест в золоті (17 червня 1942)
- Лицарський хрест Залізного хреста (18 травня 1943)

Весною 1945 року був представлений до нагородження дубовим листям до Лицарського хреста, але необхідні документи оформлені не були.